# Aaronsohnia
Aaronsohnia – rodzaj roślin z rodziny astrowatych (Asteraceae). Obejmuje 2 gatunki występujące w północnej Afryce.

## Systematyka
Pozycja systematyczna według APweb (aktualizowany system APG III z 2009)
Rodzaj z plemienia Anthemideae z podrodziny Asteroideae z rodziny astrowatych (Asteraceae)
Wykaz gatunków
- Aaronsohnia factorovskyi Warb. & Eig
- Aaronsohnia pubescens (Desf.) K.Bremer & Humphries